# Blepharoneura impunctata
Blepharoneura impunctata är en tvåvingeart som beskrevs av Friedrich Georg Hendel 1914. Blepharoneura impunctata ingår i släktet Blepharoneura och familjen borrflugor. Inga underarter finns listade.